# День государства

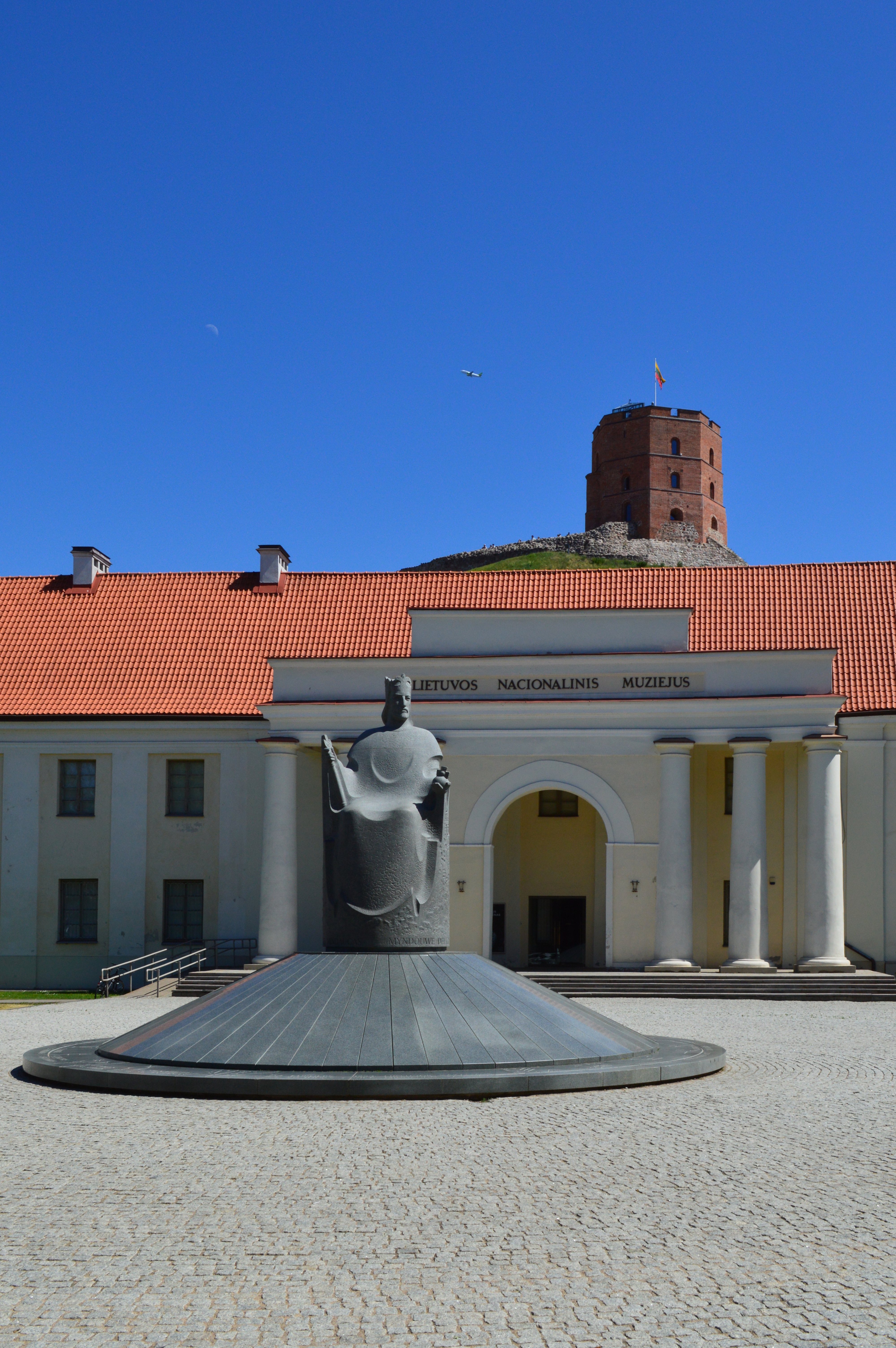
Памятник королю Миндаугасу у здания Национального музея Литвы в Вильнюсе (2003, архитекторы А. Насвитис, Р. Криштапавичюс и И. Алистратовайте, скульптор Р. Мидвикис)

День государства (коронации короля Литвы Миндаугаса) (лит. Valstybės (Lietuvos karaliaus Mindaugo karūnavimo) dieną) — государственный праздник Литвы, отмечаемый 6 июля. Нерабочий праздничный день.
В июле 1253 года Миндовг (Миндаугас) коронован католическим епископом кульмским (хелмским) Генрихом (Геденрихом, Heidenreich; ум. 1263), став первым и единственным королём Литвы. Точная дата коронации не известна. В день коронации пожаловал земли Ливонскому ордену. Историк Эдвардас Гудавичюс (1929—2010) в 1989 году установил вероятную дату коронации Миндаугаса — воскресенье 6 июля, основываясь на книге польского историка Юлиуша Латковского (Juliusz Latkowski), опубликованной в 1892 году. Латковски и Гудавичюс предположили, что коронация была в воскресенье. 21 августа папа Иннокентий IV подтвердил грамоту Миндаугаса. Гудавичюс предположил, что письмо до Рима добиралось пять недель. Этому условию отвечали два воскресенья в июле — 6 и 13.
После восстановления независимого Литовского государства законом Литовской Республики «О праздничных днях» от 25 октября 1990 года (Вед. 1990 г., № 31-757) день 6 июля объявлен нерабочим праздничным днём.
6 июля 2003 года при участии президента Польши Александра Квасьневского, президента Эстонии Арнольда Рюйтеля, великого герцога Люксембургского Анри и великой герцогини Марии Терезы, короля Швеции Карла XVI Густава и королевы Сильвии открыты памятник королю Миндаугасу (архитекторы Альгимантас Насвитис, Ричардас Криштапавичюс и Инеса Алистратовайте-Куртинайтене (Inesa Alistratovaitė-Kurtinaitienė), скульптор Регимантас Мидвикис) у подножия горы Гедиминаса, у здания Национального музея Литвы и мост короля Миндаугаса через Нярис.